# 固阳县
固阳县是内蒙古自治区包头市下辖的一个县。位于包头市正北，縣人民政府駐金山鎮。
1996年5月3日，固阳发生6.4级地震，造成26人死亡，453人受伤，196,633人无家可归，直接经济损失约15亿元。此次地震是中华人民共和国建国以来内蒙古自治区发生的最大一次地震灾害，也是1976年唐山大地震后，首次在百万人口的城市造成灾害的6级以上地震。

## 歷史
县名系取自汉代稒阳县。清朝时北属茂明安旗，西南属乌喇特东公旗。民国八年（1919年），北洋政府为适应垦务需要，於綏遠特別區设固阳设治局。民国十五年（1926年）改设固阳县，後隶绥远省。
中共建政後，1950年成立固阳县人民政府，曾一度划归包头专员公署、绥中专员公署、萨县专员公署、集宁专员公署及乌兰察布盟、包头市管辖。1958年，国务院批准撤销固阳县，设立包头市固阳区。1961年，以1958年撤销并入包头市的原固阳县辖区复设固阳县（驻固阳城关镇）。

## 人口
根据（内蒙古自治区）包头市第七次全国人口普查公报显示：固阳县常住人口为118624人，男性人口占比52.64%，女性人口占比47.36%，年龄结构中0-14岁占比10.77%，15-59岁占比59.85%，60岁以上占比29.38%，65岁以上占比20.11%。
固阳县境内的汉语方言主要属于晋语大包片。

## 行政区划
固阳县下辖6个镇：
金山镇、西斗铺镇、下湿壕镇、银号镇、怀朔镇和兴顺西镇。

## 著名景点
秦长城
马鞍山
春坤山